# Переплут
Переплут је старословенско митолошко божанство коме се у пило у част. Неки истраживачи сматрају да је његова улога и свладавање демона.
Н. М. Галковски наводи изјаву М. Соколова да је „Переплут исто што и Јарило“ , али ову изјаву сматра неоснованом . Г.А. Иљински 1927. сугерисао је да је можда Переплут само епитет Световида . М. Фасмер га назива „богом заштитником морнара“ и изводи етимологију из пере- и пре-слав. * плово, * плути „пливати“. Према хипотези В. Писанија - источнословенска преписка Бахуса-Диониса .
Обредно пијење у част Препелута помиње и један староруски спис, „Беседа Св. Григорија о идолопоклоницима“, где се међу паганским боговима којима се народ још увек клања наводи и Переплут, за кога се каже да „обрћући се пију из рогова у његову част“.
Име је изведено од преплути - „препловити“ и може се схватити и као именица „преплов“, али је тешко претпоставити даје и у овом случају обична здравица за срећан прелазак преко мора или реке могла бити погрешно схваћена као обраћање божанству. Пре ће бити да је и Переплут била епиклеза некога божанства у својству покровитеља пловидбе.